# Ryn Weaver
Ryn Weaver, pseudonimo di Erin Michelle Wüthrich (Encinitas, 10 agosto 1992), è una cantante statunitense.

## Biografia
Nata e cresciuta nell'area metropolitana di San Diego, Ryn Weaver è figlia dell'architetto Maxwell "Max" e di Cynthia Wüthrich e ha tre fratelli: Parker, Taylor e Christopher. Da ragazzina ha deciso di cambiare il suo nome da Erin ad Aryn, ritenendo lo spelling originale "troppo ordinario e non adatto" a lei; Weaver è il cognome da nubile della madre. Ha studiato teatro, pittura, recitazione e musica alla Canyon Crest Academy di San Diego, per poi trasferirsi a New York per studiare recitazione alla Tisch School of the Arts e avviare la propria carriera di attrice, ma è tornata in California senza completare gli studi.
Ryn Weaver ha incontrato Benny Blanco a New York una prima volta, e alcuni anni dopo in una seconda occasione a Los Angeles. Colpito dalla cantante, il produttore ha deciso di metterla sotto contratto con la sua Friends Keep Secrets Records, facente parte della famiglia della Interscope Records.
Sotto questa etichetta ad agosto 2014 Ryn Weaver ha pubblicato il suo singolo di debutto OctaHate insieme ad un EP intitolato Promises che ha raggiunto il 105º posto nella Billboard 200. Il progetto ha anticipato il primo album della cantante, The Fool, uscito a giugno 2015, che ha debuttato al 30º posto nella classifica statunitense vendendo 13 800 copie nella prima settimana. Quella stessa estate la cantante si è esibita al Lollapalooza e alla prima edizione dell'Hot 100 Festival organizzato dalla rivista musicale Billboard.

## Discografia

### Album
- 2015 - The Fool

### EP
- 2014 - Promises

### Singoli
- 2014 - OctaHate